# Pierre Carle Édouard Potain
Pierre Carle Édouard Potain, né le 19 juillet 1825 dans l'ancien 3e arrondissement de Paris, et mort le 5 janvier 1901 dans le 7e arrondissement de Paris, est un cardiologue français, connu pour ses travaux sur la mesure de la pression artérielle.

## Biographie
Son père Pierre Jean était vérificateur de l'administration des postes, et son arrière-grand-père, l'architecte Nicolas Marie Potain.
Il est externe en 1846 et interne, lauréat de la faculté, en 1849-1852.
En 1853, Pierre Carle Édouard Potain a obtenu son doctorat de la Faculté de médecine de Paris. Il a travaillé ensuite comme assistant de Jules Baillarger (1809-1890) à l'asile d'aliénés d'Ivry.   En 1858, il est chef de clinique à la Charité dans le service de Jean-Baptiste Bouillaud (1796-1881) qui eut une influence majeure dans sa carrière. 
En 1861, il est nommé Médecin des Hôpitaux de Paris, notamment à l'hôpital Saint-Antoine et l'hôpital Necker. En 1875, il est professeur titulaire de pathologie médicale, puis de clinique médicale. De 1882 à 1900, il est à l'hôpital de la Charité. 
Durant la guerre de 1870, il est fusilier dans la garde nationale. Il est commandeur de la Légion d'honneur en 1895.

## Travaux
Ses travaux portent essentiellement sur les maladies cardio-vasculaires et différentes mesures et examens dans le domaine de la cardiologie.  En 1889, il améliore et simplifie, avec l'aide de Marey, le tensiomètre, dispositif servant à mesurer la pression artérielle, inventé en 1876 par Samuel Siegfried Karl von Basch (1837-1905).  L'appareil de von Basch utilisait la force compressive d'un réservoir de caoutchouc rempli d'eau, relié à un manomètre à mercure. Potain remplace l'eau par de l'air. 
Avec Jean-Baptiste Bouillaud, il étudie aussi les manifestations veineuses (veine jugulaire) de l'arrêt cardiaque,  les bruits du cœur dans l'insuffisance cardiaque (bruit de galop), les souffles extra-cardiaques. Il développe les analyses auscultatoires et les enregistrements graphiques.

## Éponymie
Le nom de Potain est associé à plusieurs termes médicaux éponymes. Ils ne sont quasiment plus utilisés depuis le milieu du XXe siècle. Ce sont des notions médicales historiques.
- Le signe de Potain désigne : 1) à la percussion, une extension de la zone de matité (bruits mats) de la crosse aortique, du manubrium jusqu'au cartilage costal de la troisième côte droite, indiquant une dilatation de l'aorte. 2) un mouvement de reptation, visible ou palpable, au niveau de l'aire précordiale lors de péricardite, ou de dilatation cardiaque importante.
- Aspirateur de Potain : appareil à aspiration comportant une canule reliée à un flacon dans lequel on réalise une dépression à l'aide d'une pompe, utilisée pour évacuer l'épanchement de certaines pleurésies ;
- Maladie de Potain : 1) œdème pulmonaire (congestion pulmonaire de Potain). 2) pneumonie aigüe avec pleurésie liquidienne (pleuro-pneumonie de Potain). 3) une forme de polymyosite (dermatomyosite de Potain).
- Matité en brioche de Potain : détection d'un épanchement du péricarde par la percussion du tiers supérieur du bord gauche du cœur.
- Solution de Potain : le diluant utilisé dans une procédure de comptage des globules rouges, comportant aussi la pipette-mélangeur de Potain.
- Syndrome de Potain : ensemble de troubles dus à la dilatation de l'estomac (dyspepsie, dilatation du ventricule droit du cœur, et augmentation des bruits respiratoires à l'auscultation).

## Distinctions
- Officier d'académie
- Commandeur de la Légion d'honneur (1895)

## Hommage
- Rue du Docteur-Potain (Paris)